# 661178 Zywiecmed
661178 Zywiecmed este o planetă minoră (asteroid) din centura de asteroizi. A fost descoperită pe 12 august 2013 la  de . 
Obiectul prezintă o orbită caracterizată de o semiaxă mare de 3,048745968281 UAi, o excentricitate de 0,101825921208, o înclinație de 9,0141190235052 ° în raport cu ecliptica.